# Creedmoor (Texas)
Creedmoor es una ciudad ubicada en el condado de Travis en el estado estadounidense de Texas. En el Censo de 2010 tenía una población de 202 habitantes y una densidad poblacional de 34,16 personas por km².

## Geografía
Creedmoor se encuentra ubicada en las coordenadas 30°5′45″N 97°44′43″O / 30.09583, -97.74528. Según la Oficina del Censo de los Estados Unidos, Creedmoor tiene una superficie total de 5.91 km², de la cual 5.91 km² corresponden a tierra firme y (0%) 0 km² es agua.

## Demografía
Según el censo de 2010, había 202 personas residiendo en Creedmoor. La densidad de población era de 34,16 hab./km². De los 202 habitantes, Creedmoor estaba compuesto por el 69.31% blancos, el 0% eran afroamericanos, el 0.99% eran amerindios, el 0% eran asiáticos, el 0.5% eran isleños del Pacífico, el 27.23% eran de otras razas y el 1.98% pertenecían a dos o más razas. Del total de la población el 56.44% eran hispanos o latinos de cualquier raza.

## Educación

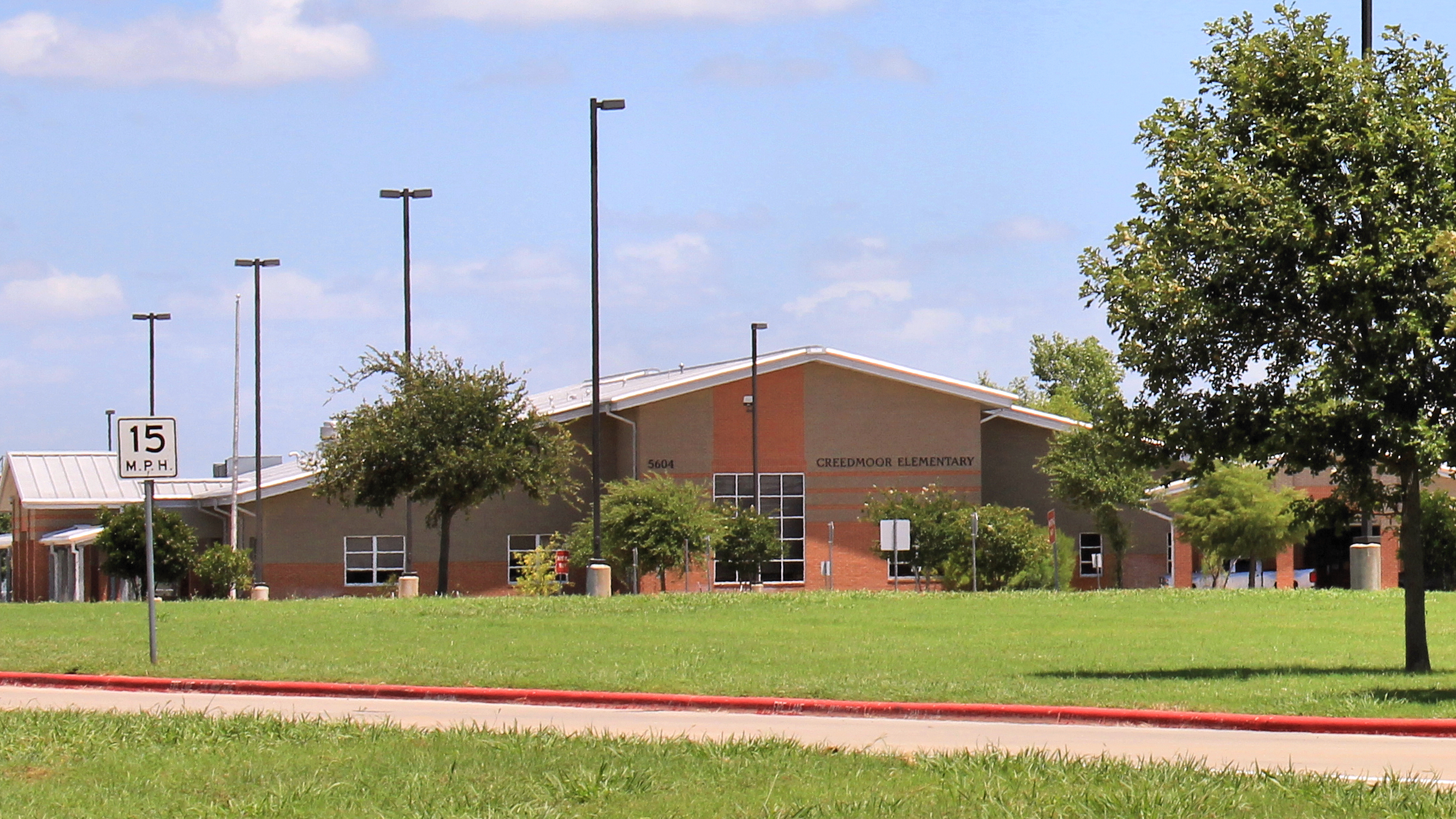
Escuela Primaria de Creedmoor

El Distrito Escolar Independiente de Del Valle gestiona las escuelas públicas que sirven a la ciudad. La Escuela Primaria de Creedmoor (Creedmoor Elementary School) es la escuela más nueva del distrito y tiene la zona de asistencia más grande de ellas de las escuelas primarias del distrito. La Escuela Secundaria Ojeda (Ojeda Middle School), y la Escuela Preparatoria Del Valle (Del Valle High School) sirven a la ciudad.